# Dorfkirche Reddern

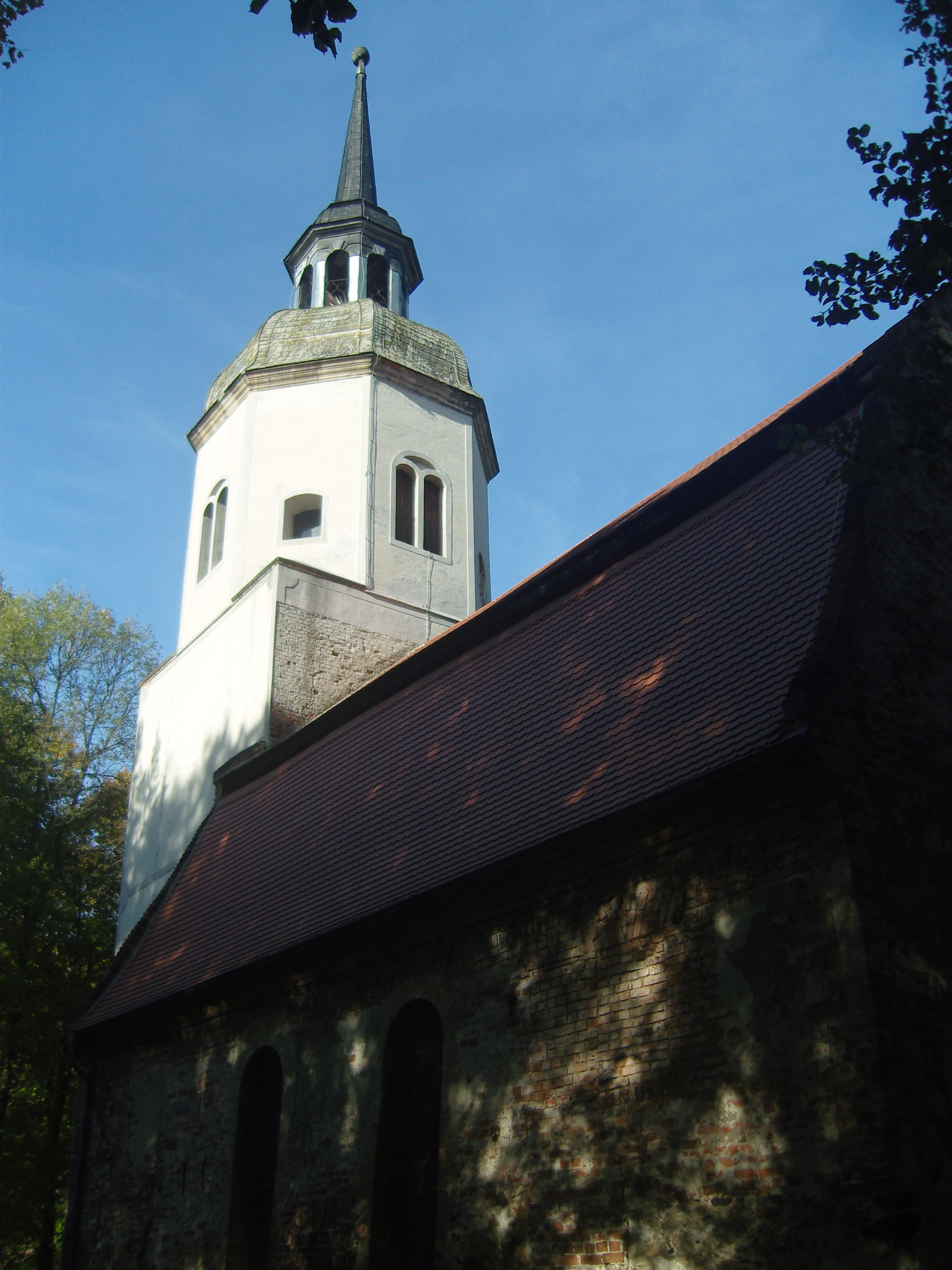
Dorfkirche Reddern

Die evangelische Dorfkirche Reddern ist eine Feldsteinkirche in Reddern, einem Ortsteil der Gemeinde Altdöbern im Landkreis Oberspreewald-Lausitz in Brandenburg. Die Kirchengemeinde gehört zum Kirchenkreis Niederlausitz der Evangelischen Kirche Berlin-Brandenburg-schlesische Oberlausitz. Da auf dem Dachboden in früherer Zeit Flachs eingelagert war, wird die Kirche im Volksmund auch als Flachskirche bezeichnet.

## Lage
Die Kreisstraße 6633 führt als Hauptstraße von Westen kommend in nordöstlicher Richtung durch den Ort. Von ihr zweigt ein unbenannter Weg in südsüdöstlicher Richtung in den ehemaligen Schlosspark. Er unterquert das Greifenhainer Fließ und führt auf die Kirche zu. Diese steht auf einem Grundstück mit einem umlaufenden Wassergraben, der eine Verbindung mit dem Fließ besitzt.

## Geschichte
Das Dorf wurde erstmals im Jahr 1414 als Redern urkundlich erwähnt und war nachweislich 1495 Mutterkirche. Aus dieser Zeit stammt der mittelalterliche Rechteckbau, der wohl ursprünglich von Gräben umgeben war und laut Dehio als Wehrkirche diente. Im Dreißigjährigen Krieg wurde sie zerstört.
In den Jahren 1702–1751 war das Dorf im Besitz des Adelsgeschlechts Droste zu Hülshoff, woran der wappengeschmückte Taufstein erinnert. Sie erneuten die Kirche im Jahr 1726 als Gutskirche und ließen ein nördliches Seitenschiff, eine Sakristei und einen Westturm errichten.

## Baubeschreibung

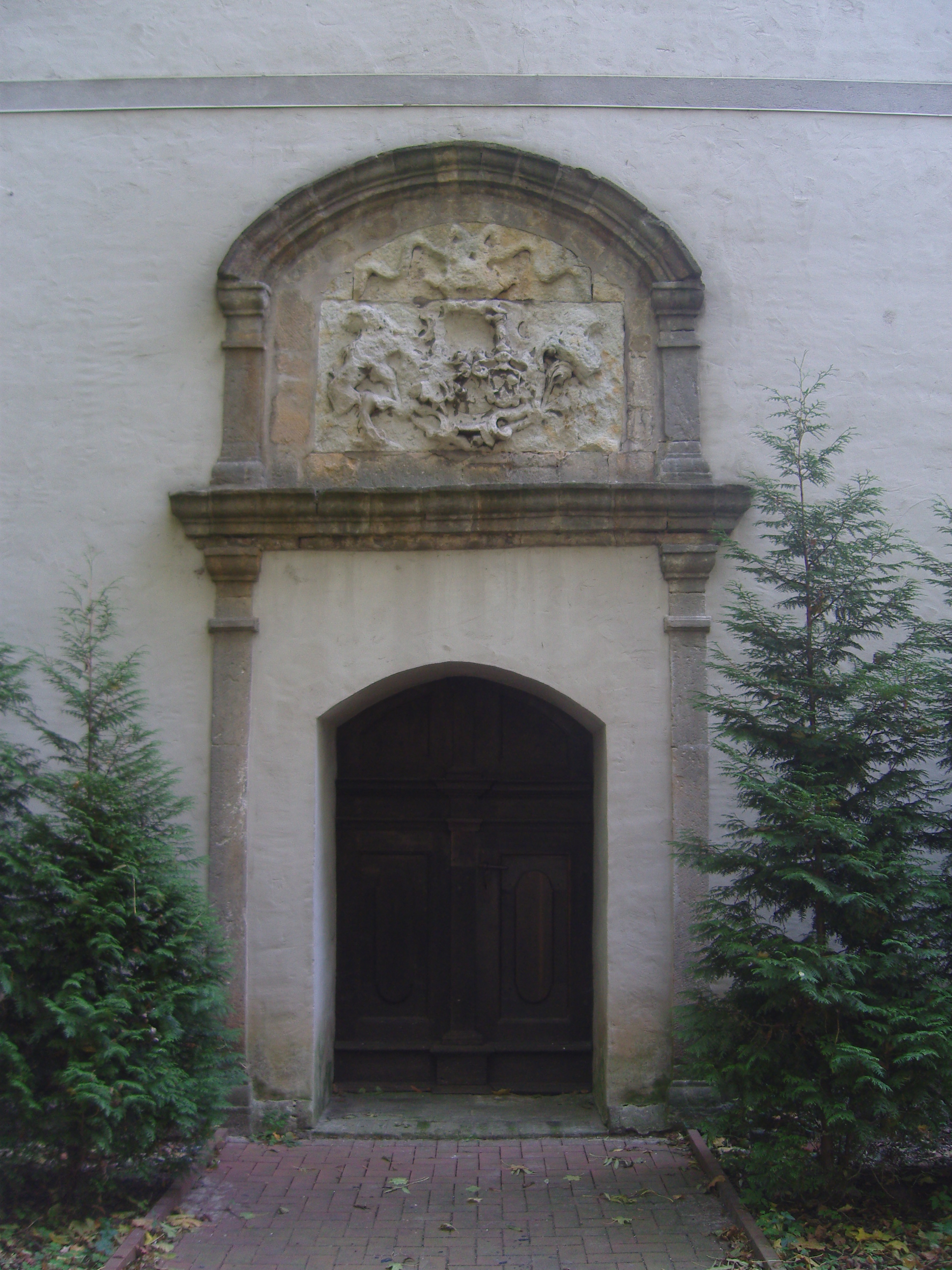
Westportal

Das Bauwerk entstand im Kern aus Feldsteinen, die nach der Zerstörung im Dreißigjährigen Krieg jedoch nur noch am unteren Sockel an der Ost- und Südseite erkennbar sind. Bei der Neuerrichtung kam Mauerstein zum Einsatz, der teilweise verputzt war. Die Ostseite ist gerade. Dort befinden sich drei große, rundbogenförmige Fenster, darüber im Giebel zunächst drei kleine und hochrechteckige Fenster sowie oberhalb zwei weitere, ebenfalls hochrechteckige Fenster. An der Südseite des Langhauses sind nach mehreren Umbauarbeiten nur noch mittig zwei große und rundbogenförmige Fenster erhalten. Seitlich sind die Reste von je einem zugesetzten Fenster erkennbar. Mittig befand sich ein Portal, das ebenfalls zugesetzt wurde.
Im Westen erhebt sich ein barocker, querrechteckiger Westturm. Dort befindet sich auch zwischen einem säulenartigen Aufbau ein gedrückt-segmentbogenförmiges Portal; oberhalb eine von Löwen gehaltene Wappenkartusche, deren Allianzwappen Droste zu Hülshoff / Klitzing stark verwittert ist. Der quadratische Turmschaft wird durch einen achteckigen Aufsatz abgelöst, in dem in jede Himmelsrichtung eine gekuppelte Klangarkade zeigt. Darüber erhebt sich eine Haube mit Laterne, die wiederum mit einer Turmkugel abschließt.

## Ausstattung

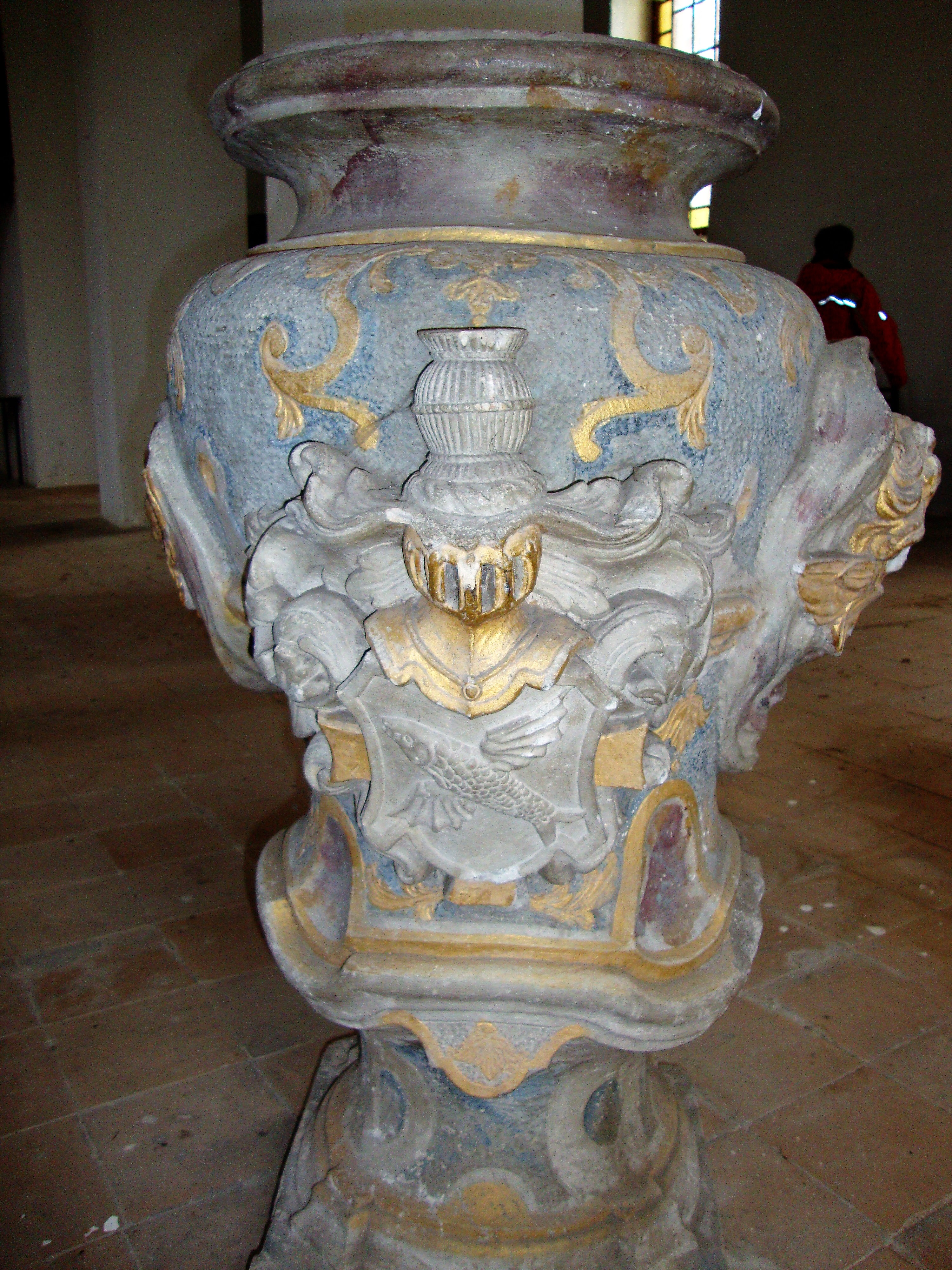
Fünte aus der Zeit um 1700

Die Kirchenausstattung stammt überwiegend aus dem 18. Jahrhundert. Der Kanzelaltar wird im Dehio als „qualitätsvoll“ bezeichnet und wurde 1726 von F. G. Adler in Dresden aus Sandstein und imitiertem Marmor hergestellt. Er besteht aus einer großen Ädikula mit seitlichen Doppelpilastern und einem Sprenggiebel. Am geschweiften Kanzelkorb ist ein Relief des Abendmahl Jesu sowie Wappen des Kirchenpatrons angebracht; oberhalb ist ein Kruzifix und im Sprenggiebel ein Gottesauge. Am Altaraufbau ist eine Figur des Chronos angelehnt; auf dem Altar selbst steht ein kleiner Putto. Beide waren ursprünglich Bestandteil eines Epitaphs an der Südwand und wurden auf den Altar versetzt.
Das genannte Epitaph an der Südwand erinnert an den 1726 verstorbenen Erbherren, General Johann Eberhard von Droste. Es wird ergänzt durch eine Epitaph an seine 1752 verstorbene Tochter Eberhardine Erdmuthe Droste. Beide Sarkophage entstanden aus Sandstein und sind mit einer Porträtbüste bzw. einem bekrönenden Fides mit Palmenstamm verziert. Eine Fünte aus der Zeit um 1700 zeigt das Wappen der Freiherren Droste zu Hülshoff. Das Bauwerk trägt im Innern eine flache Putzdecke, die sich zum Seitenschiff hin mit drei stichbogigen Achsen öffnet.